# Montagna (Albona)
Montagna (anche Sicul; in croato Breg)  è un insediamento del comune di Albona, nella regione istriana, in Croazia. Nel 2001, la località conta 42 abitanti.

## Società

### Evoluzione demografica
Evoluzione demografica della località di Montagna o Sicul secondo i seguenti anni: 
1880 = 84 ab.| 1890 = 69 ab.| 1900 = 75 ab.| 1910 = 83 ab.| 1921 = 747 ab.| 1948 = 83 ab.| 1953 = 75 ab.| 1961 = 86 ab.| 1971 = 62 ab.| 1981 = 62 ab.| 1991 = 41 ab.| 2001 = 42  ab.